# Asturodes fimbriauralis
Asturodes fimbriauralis is een vlinder uit de familie van de grasmotten (Crambidae), uit de onderfamilie van de Spilomelinae. De wetenschappelijke naam van deze soort is voor het eerst voorgesteld als Astura fimbriauralis door Achille Guenée in een publicatie uit 1854.
De soort komt voor in Cuba, Belize, Honduras, Nicaragua, Costa Rica, Panama, Brazilië en Peru.